# Брунејски долар
Брунејски долар је званична валута у Брунеју. Међународни код валуте је BND. Симбол за долар је B$. Долар издаје Валутни и монетарни одбор Брунеја. У 2007. години инфлација је износила 0,4%. Један долар састоји се од 100 цента.
Долар је усвојен 1967. као замена за долар Малаје и Британског Борнеа. Данас је везан за курс сингапурског долара.
Постоје новчанице у износима 1, 5, 10, 20, 25, 50, 100, 500, 1000, 10000 долара и кованице од 1, 5, 10, 20 и 50 сена.